# Acrometopa
Acrometopa Fieber, 1853 è un genere di insetti ortotteri della famiglia Tettigoniidae.

## Tassonomia
Il genere comprende le seguenti specie:
- Acrometopa cretensis Ramme, 1927
- Acrometopa italica Ramme, 1927
- Acrometopa macropoda (Burmeister, 1838)
- Acrometopa servillea (Brullé, 1832)
- Acrometopa syriaca Brunner von Wattenwyl, 1878